# Tjoeratam
Tjoeratam (Kazachs: Төретам,  Töretam; Russisch: Торетамский, Toretamskij) is een plaats in Kazachstan, district Qarmaqshy (Қармақшы ауданы) ten oosten van het Aralmeer aan de Syr Darja. De plaats is gesticht in 1906 en ligt aan de spoorlijn van Moskou naar Tasjkent in de nabijheid van de Kosmodroom Bajkonoer.
In 2009 telde Tjoeratam 9548 inwoners. Ten zuidwesten van de plaats ligt een luchthaven die in de Engelse transliteratie bekend is als Tyuratam.